# Soyuz T-4
Soyuz T-4 foi a 14ª missão à estação orbital Salyut 6.

## Tripulação
Lançados
| Posição           | Cosmonauta          |
| ----------------- | ------------------- |
| Comandante        | Vladimir Kovalyonok |
| Engenheiro de voo | Viktor Savinykh     |

## Parâmetros da missão
- Massa: 6 850 kg
- Perigeu: 201 km
- Apogeu: 250 km
- Inclinação: 51,6°
- Período: 88,7 minutos

## Pontos altos da missão
A acoplagem na Salyut 6 foi atrasada após o computador Argon a bordo ter determinado que isto iria ocorrer fora da área de alcance do TsUP. No meio de Maio, Kovalyonok, Savinykh e Volk substituiram a sonda da Soyuz-T 4 com um paraquedas da Salyut. Isto pode ter sido um experimento para ver se uma Soyuz-T acoplada a uma estação espacial poderia atuar como veículo de resgate no evento em que uma Soyuz-T equipada com um sonda tivesse dificuldades de aterrissagem e não pudesse retornar à Terra.